# Ornytion
Ornytion (altgriechisch Ὀρνυτίων Ornytíōn) ist in der griechischen Mythologie der Sohn des Sisyphos und der Vater des Phokos und des Thoas.
Nach der Flucht seines Neffen Bellerophon, des Königs von Korinth, übernahm er die Regierung. Korinth verlor jedoch seine Unabhängigkeit und wurde zum Vasallenstaat der Argiver. Da sein ältester Sohn Phokos nach Tithorea in Phokis auswanderte, fiel die Regierung nach dem Tode des Ornytion an seinen jüngeren Sohn Thoas.